# من أين لك هذا (فلم)
من أين لك هذا هو فيلم خيال علمي رومانسي من إخراج نيازي مصطفى وبطولة محمد فوزي، مديحة يسري، إسماعيل ياسين، فريد شوقي، عبد الوارث عسر، عبد السلام النابلسي، زينات صدقي، ادمون تويما، رياض القصبجي، وكيتي. تأليف محمد فوزي، سيناريو وحوار علي الزرقاني، ألحان محمد فوزي، إنتاج محمد فوزي. عرض يوم 9 يونيو 1952 في مصر.

## القصة
قصة الفيلم تدور حول (وحيد) طالب في كلية الطب، يعيش مع عالم اخترع مركبًا كيميائيًّا يجعل الإنسان غير مرئي، يقع وحيد في حب (سلوى) بنت رجل ثرى وهى أيضًا تحبه، ولكن والدها يرفض وحيد الفقير ويفضل زواج ابنته من (طاهر) الغنى و تاجر المخدرات و ملهى المقامرة، ويستغل وحيد هذا المركبًا الكيميائيًّ للوصول إلى محبوبته سلوى.

## الأغاني
- ازاي وامتى وفين
- حبك خلا في روح من غير جسد
- حبيبي حلفني قلبك أجيلك\ مأمون الشناوي-غناء\ محمد فوزي-
- يا بختك يا قلبي / عبد العزيز سلام-غناء\ محمد فوزي، إسماعيل يس